# Lesley Sharp
Lesley Sharp, nata Karen Makinson (Manchester, 3 aprile 1960) è un'attrice britannica.

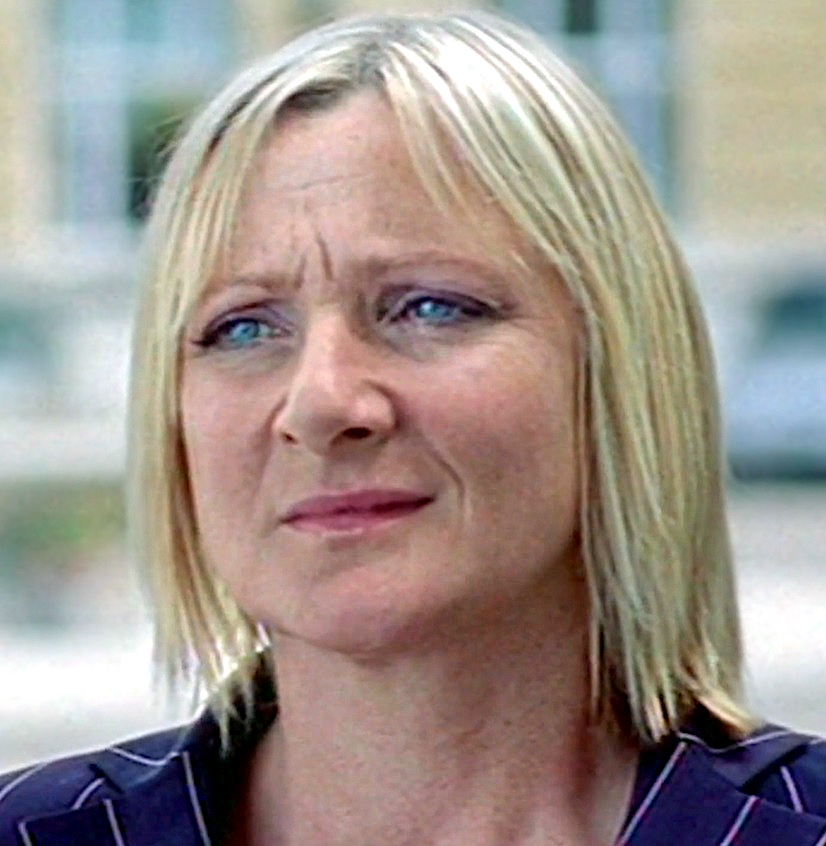
Lesley Sharp nel 2003

Ha iniziato la sua carriera verso la fine degli anni ottanta ed è apparsa in 85 film, tra cui La vera storia di Jack lo squartatore - From Hell (2001).

## Vita privata
Dal 1994 è sposata con Nicolas Gleaves dal quale ha avuto due figli.

## Filmografia parziale

### Cinema
- Rita, Sue e Bob in più (Rita, Sue and Bob Too), regia di Alan Clarke (1987)
- La ragazza dei sogni (The Rachel Papers), regia di Damian Harris (1989)
- Naked - Nudo (Naked), regia di Mike Leigh (1993)
- Il prete (Priest), regia di Antonia Bird (1994)
- Full Monty - Squattrinati organizzati (The Full Monty), regia di Peter Cattaneo (1997)
- La vera storia di Jack lo squartatore - From Hell (From Hell), regia di Allen e Albert Hughes (2001)
- Il segreto di Vera Drake (Vera Drake), regia di Mike Leigh (2004)
- Inkheart - La leggenda di cuore d'inchiostro (Inkheart), regia di Iain Softley (2009)
- Catherine (Catherine Called Birdy), regia di Lena Dunham (2022)
- Pillion, regia di Harry Lighton (2025)

### Televisione
- Doctor Who - serie TV, episodio 4x10 (2008)
- Scott & Bailey – serie TV, 33 episodi (2011-2016)
- Fate - The Winx Saga - serie TV, episodi 1x05-1x06 (2021)
- Help, regia di Marc Munden – film TV (2021)
- Full Monty - La serie (The Full Monty), regia di Andrew Chaplin e Catherine Morshead – miniserie TV, 8 puntate (2023)
- Red Eye - serie TV, 6 episodi (2024)

## Doppiatrici italiane
Nelle versioni in italiano delle opere in cui ha recitato, Lesley Sharp è stata doppiata da:
- Giò Giò Rapattoni in Naked - Nudo, Red Eye
- Francesca Guadagno in Full Monty - Squattrinati organizzati, Full Monty - La serie
- Stefanella Marrama in Scott & Bailey, Fate - The Winx Saga
- Silvia Pepitoni ne Il prete
- Liliana Sorrentino in La vera storia di Jack lo squartatore - From Hell
- Cristina Noci in Inkheart - La leggenda di cuore d'inchiostro
- Claudia Razzi in Catherine